# Molothrus ater
Il vaccaro testabruna, o mòlotro (Molothrus ater Boddaert, 1783]) è un piccolo uccello passeriforme della famiglia Icteridae.

## Descrizione
Gli esemplari adulti hanno un becco simile a quello del fringuello e occhi scuri. Il maschio adulto è principalmente nero iridescente con la testa marrone. La femmina adulta è grigia con una gola più pallida e una fine striatura nell'addome.

## Biologia
Viaggiano spesso in stormi, a volte mescolandosi a Agelaius phoeniceus o a storni.

### Alimentazione
Questi uccelli si nutrono a terra, spesso seguendo animali da pascolo come cavalli e mucche per catturare gli insetti che si muovono sopra questi grossi animali. Mangiano principalmente semi e insetti.
Tempo fa, il vaccaro testabruna seguiva le mandrie di bisonti americani attraverso le praterie. Il loro comportamento di nidificazione parassita complementava questo stile di vita nomade. Il loro numero aumentò con la diminuzione delle aree forestali e l'introduzione di nuovi uccelli dai coloni attraverso il nord America. Il vaccaro testabruna si vede ora comunemente nelle mangiatoie suburbane.

### Riproduzione

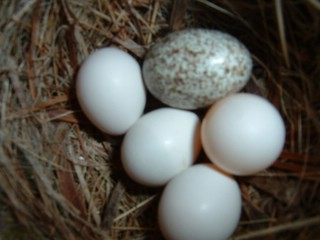
Uova di Molothrus ater nel nido di Sayornis phoebe

Questo uccello è un parassita dei nidi, similmente al cuculo: depone le sue uova nei nidi di altri piccoli passeriformi, particolarmente quelli che costruiscono nidi a forma di coppa, come l'usignolo giallo. Il giovane vaccaro testabruna viene nutrito dai genitori ospiti alle spese del loro piccolo.
Le femmine di vaccaro testabruna possono deporre fino a 36 uova in una stagione. Sono conosciute oltre 140 specie sfruttate dal vaccaro per crescere la propria prole. I genitori ospiti a volte notano l'uovo di vaccaro, ma le diverse specie reagiscono in modi differenti. La Dumetella carolinensis distrugge l'uovo beccandolo, altre specie semplicemente costruiscono un nuovo strato sopra al fondo del nido originario; le nidiate di Molotro vengono a volte espulse da questo. Questo rifiuto, tuttavia, può originare dei comportamenti "mafiosi", secondo uno studio del Florida Museum of Natural History. Quando l'uovo parassita è stato rimosso dal nido ospite, il vaccaro ritorna per saccheggiarlo nel 56% dei casi. Inoltre, il vaccaro ha anche distrutto nidi per costringere gli ospiti a costruirne di nuovi, in modo da poterli sfruttare. I vaccari hanno poi deposto le proprie uova nei nuovi nidi nell'85% dei casi.

## Distribuzione e habitat
L'areale di Molothrus ater si estende dal Canada e dagli Stati Uniti d'America sino al Messico, e ad alcune isole caraibiche quali Bahamas, Cuba, Saint-Pierre e Miquelon e Turks e Caicos.
Nell parte meridionale dell'areale ha abitudini stanziali, mentre le popolazioni settentrionali migrano verso sud per svernare, ritornando ai siti di nidificazione in marzo- aprile.